# 小林正治 (化学者)
小林 正治（こばやし しょうじ、1973年 - ）は、日本の化学者。大阪工業大学工学部応用化学科准教授。理学博士（東北大学）。元日本化学会プログラム編成委員。
主な専門は、天然物化学（アグリバイオ・グリーンサスティナブルケミストリー含む）・有機合成化学、薬理学、生化学/生命化学（バイオサイエンス）。
特に、天然物の合成化学的手法によって医薬の種として活用できる新しい分子（医薬リード化合物）の開発研究において、世界的な学術出版社John Wiley & Sons（通称Wiley）より、2016年8月に最も多くのアクセスを集めた論文（Most Accessed Article）として注目を浴びた - Asian Journal of Organic Chemistry (AJOC) 誌：「シクロペンチルメチルエーテル(CPME)によるグリニャール(Grignard)反応」。

## 略歴
- 1992年3月 - 東京都立八王子東高等学校卒業
- 1996年3月 - 東北大学理学部化学科卒業
- 1998年3月 - 東北大学大学院理学研究科化学専攻博士前期課程修了
- 1998年4月 - 東レ医薬研究所勤務（～2000年3月)
- 2002年4月 - 日本学術振興会特別研究員（～2004年3月）
- 2003年4月 - 東北大学大学院理学研究科化学専攻博士後期課程修了、理学博士
- 2004年4月 - 東北大学大学院理学研究科化学専攻助手
- 2005年4月 - 大阪府立大学大学院理学系研究科分子科学専攻助手
- 2007年4月 - 大阪府立大学大学院理学系研究科分子科学専攻助教
- 2010年4月 - 大阪工業大学工学部応用化学科講師
- 2014年4月 - 大阪工業大学工学部応用化学科准教授
- 2018年4月 - 英国リンカーン大学研究員（ - 同年8月、兼任）

## 所属学会
- 日本化学会
- アメリカ化学会
- 日本農芸化学会
- 有機合成化学協会
- 近畿化学協会

## 受賞歴
- 2003年3月 平成14年度青葉理学振興会賞（青葉理学振興財団）
- 2003年3月 日本化学会第83春季年会学生講演賞
- 2021年 第19回有機合成化学協会関西支部賞[2]
- 2024年 第29回リサイクル技術開発本多賞[3]

## 主な研究
- 自然界の生物（植物、菌類、藻類など）が作り出す生物活性分子（天然物）の人工合成化学および構造や活性の解明
- 天然食品（有機農産物）の機能の科学的裏付けに関する研究 〜アグリバイオ
- 天然物の合成化学的手法によって医薬の種として活用できる新しい分子（医薬リード化合物）の開発研究 〜天然物化学・薬理学：

世界的な学術出版社John Wiley & Sons(通称Wiley)が、各国化学会と共同出版する各ジャーナルで2016年8月に最も多くのアクセスを集めた論文(Most Accessed Article)を発表し、そのうちAsian Journal of Organic Chemistry (AJOC) 誌で、「シクロペンチルメチルエーテル(CPME)によるグリニャール反応（乳癌や慢性疼痛治療薬を、より環境に適した溶媒を使って合成）」に関する論文が3カ月連続最多アクセス論文になった。
- 多官能基性分子の直截的合成法および単一試薬・溶媒による連続反応の開発　〜合成化学・薬理学
- リサイクル可能なエーテル系溶媒を用いる環境負荷適合型有機合成法[6] 〜グリーンサスティナブルケミストリー・環境化学

応用化学の対外啓蒙活動として、高校生向けに大阪府立箕面高校（2021年）、奈良県立五條高校（2020年）、兵庫県立西宮高校（2019年）などで出張講義を行っている。